# Lei da trivialidade
A lei da trivialidade, criada por C. Northcote Parkinson em 1957, diz que membros de uma organização dão peso desproporcional a questões triviais. Ele cita como exemplo um comitê fictício, cujo trabalho era aprovar os planos para uma usina nuclear, gastando a maior parte de seu tempo em discussões sobre questões relativamente menores, mas fáceis de entender, como quais materiais usar para a vaga de bicicleta do pessoal; porém, negligenciando o projeto proposto da própria fábrica, que é muito mais importante, mas também uma tarefa muito mais difícil e complexa.
A lei tem sido aplicada ao desenvolvimento de software e outras atividades. O termo bike-shed effect ou bike-shedding foi inventado como uma metáfora para iluminar a lei da trivialidade. Foi popularizado na comunidade de Berkeley Software Distribution pelo desenvolvedor de computador dinamarquês Poul-Henning Kamp, em 1999; e se espalhou de lá para toda a indústria de software.

## Argumento
O conceito foi apresentado pela primeira vez como um corolário de sua mais ampla paródia da gestão "lei de Parkinson". Ele dramatiza essa "lei da trivialidade" com o exemplo das deliberações de um comitê sobre um reator atômico, contrastando-o com deliberações sobre um galpão de bicicleta. Como ele disse: "O tempo gasto em qualquer item da agenda será em proporção inversa à soma [de dinheiro] envolvido." Um reator é tão vastamente caro e complicado que uma pessoa comum não consegue entendê-lo, então presume-se que aqueles que trabalham nele compreendem. Por outro lado, todos podem visualizar um barato e simples galpão de bicicleta. Assim, planejar um desses pode resultar em intermináveis discussões, pois todos os envolvidos querem "adicionar um toque" e mostrar a própria contribuição pessoal.
Problemas surgem após uma sugestão de construir algo novo à comunidade, como um galpão de bicicleta, fazendo com que todos os envolvidos discutam sobre os detalhes. Esta é uma metáfora que indica que não é necessário argumentar sobre cada pequeno recurso baseado simplesmente no conhecimento para fazê-lo. Algumas pessoas comentaram que a quantidade de ruído gerada por uma mudança é inversamente proporcional à complexidade dessa.

## Exemplos
No terceiro capítulo, High Finance, or the Point of Vanishing Interest, Parkinson escreve sobre uma reunião de um comitê de finanças fictício com uma agenda de três itens: O primeiro é a assinatura de um contrato de dez milhões de libras para construir um reator; o segundo, uma proposta para construir um galpão de bicicleta de 350 libras para o pessoal clerical; e o terceiro, propõe 21 libras por ano para fornecer refrescos ao Joint Welfare Committee.
1. O número de dez milhões de libras é muito grande e muito técnico; e passa em dois minutos e meio. Um membro do comitê propõe um plano completamente diferente, que ninguém está disposto a aceitar, pois o planejamento é avançado; e outro que entende o tema tem preocupações, mas não acha que ele pode explicá-las aos outros membros da comissão;
2. O galpão de bicicleta é um assunto entendido pelo conselho; e o valor está dentro de sua experiência de vida. Então, o membro do comitê Sr. Softleigh diz que um telhado de alumínio é muito caro e eles devem usar amianto. Holdfast quer ferro galvanizado. O Sr. Daring questiona a necessidade do galpão. Holdfast discorda. Parkinson então escreve: "O debate é bastante aberto. Uma soma de 350 libras está bem dentro da compreensão de todos. Todo mundo consegue visualizar um galpão de bicicleta. A discussão continua, portanto, por 45 minutos, com o possível resultado de economizar cerca de 50 libras. Os membros sentam-se, por fim, com um sentimento de realização.";
3. Parkinson, em seguida, descreveu o terceiro item da agenda, escrevendo: "Pode haver membros do comitê que talvez não consigam distinguir entre amianto e ferro galvanizado, mas cada homem lá sabe sobre café – o que é, como deve ser feito, onde deve ser comprado – e se de fato deve ser comprado. Este item da agenda ocupará os membros durante uma hora e um quarto; e eles vão acabar pedindo o secretário para obter mais informações, deixando o assunto a ser decidido na próxima reunião".[5]

## Princípios e formulações relacionados
Existem vários outros princípios, bem conhecidos em domínios problemáticos específicos, que expressam um sentimento semelhante.
- No contexto do design de linguagem de programação, encontra-se a "lei de Wadler", nomeada para o cientista da computação Philip Wadler.[6] Este princípio afirma que a maior parte da discussão sobre a linguagem de programação centra-se na sintaxe (que, para fins do argumento, é considerado um problema resolvido), ao contrario da semântica;
- A lei de Sayre é um princípio mais geral, que sustenta (entre outras formulações) que "Em qualquer disputa, a intensidade do sentimento é inversamente proporcional ao valor das questões em jogo". Muitas formulações deste princípio focam-se no meio acadêmico;

Uma contramedida é a "técnica do pato" na programação corporativa: um programador espera que seu escritório corporativo insista em pelo menos uma mudança em cada apresentação, para mostrar que eles estão participando, independentemente dos benefícios dessa mudança. Consequentemente, o programador intencionalmente adiciona um elemento que eles esperam que o corporativo irá remover. Citado do blog de Jeff Atwood, Coding Horror:
Isto começou como um pedaço de lore corporativo em Interplay Entertainment. Era bem sabido que os produtores (uma posição na indústria de jogos aproximadamente equivalente ao gerente de projeto) tiveram que fazer uma mudança em tudo o que foi feito. A suposição era que subconscientemente eles sentiram que se não fizessem, não estariam agregando valor.

O artista que trabalha nas animações da rainha para Battle Chess estava ciente desta tendência, e veio com uma solução inovadora. Ele fez as animações para a rainha do jeito que achou seria melhor, com uma adição: ele deu à rainha um pato de estimação. Ele animou este pato através de todas as animações da rainha, tinha-o batendo em torno dos cantos. Ele também tomou grande cuidado para se certificar de que nunca sobrepôs a animação "real".
Eventualmente, chegou o momento para o produtor rever o conjunto de animação para a rainha. O produtor sentou-se e assistiu a todas as animações. Quando terminaram, ele se virou para o artista e disse: "Isso parece ótimo. Só uma coisa: livre-se do pato."